# Indiana Jones et le Sceptre des rois
Indiana Jones et le Sceptre des rois (en version anglaise : Indiana Jones and the Staff of Kings) est un jeu vidéo d'action-aventure développé par LucasArts pour les consoles Wii, Nintendo DS, PlayStation 2 et PlayStation Portable.

## Fiche technique
- Plate-forme : PlayStation Portable, Nintendo DS, Wii
- Date de sortie en France : 19 juin 2009
- Genre : Action, Aventures.
- Jouable uniquement en solo
- Jeu interdit aux moins de 16 ans à cause de la violence.

## Scénario du jeu

### Contexte
Le jeu met en scène le personnage Indiana Jones (dit « Indy »), de création cinématographique. Les évènements se passent au cours de l’année 1939 — début de la Seconde Guerre mondiale ; chronologiquement, c’est un an après les évènements du film Indiana Jones et la Dernière Croisade, et dix-sept années avant le film Indiana Jones et le Royaume du crâne de cristal.
Le but de jeu est de trouver le bâton de Moïse, et de combattre son pire ennemi Magnus Völler.

### Déroulé
Cette quête fait parcourir le monde. Il dispose d'une séquence se déroulant à San Francisco. Les destinations incluses dans le jeu sont : Chinatown, le Panama, et le Népal. La Wii et la PlayStation 2 inclut le Soudan et Istanbul. La version DS comprend Paris.
Indy a plusieurs armes à sa disposition, qui lui servent dans les combats, avec des chasseurs du Panama ou des voyous. Naturellement, il peut utiliser son fouet, qui permet de désarmer l’adversaire, de l’étrangler, ou encore de le faire tomber en enroulant le fouet autour des chevilles de l'adversaire. Parfois, il faut utiliser une arme dans une fusillade ; Indy peut tirer sur les ennemis, ou chercher quelque chose qui prend feu, y compris les barils de dynamite ou les lampadaires.